# 3475 Fichte
3475 Fichte este un asteroid din centura principală, descoperit pe 4 octombrie 1972 de Luboš Kohoutek.